# Geografia de Mato Grosso
O estado brasileiro de Mato Grosso tem 903.357,908 km² de área, o que o torna o terceiro mais extenso do país, ficando atrás somente do Amazonas e do Pará. A área urbana de Mato Grosso é de 519,7 km², o que coloca o estado em 11.º lugar na ordem de estados do Brasil com maior mancha urbana.
Localizado no Centro-Oeste brasileiro, fica no centro geodésico da América Latina. Cuiabá, a capital, está localizada exatamente no meio do caminho entre o Atlântico e o Pacifico, ou seja, em linha reta é o ponto mais central do continente. O local exato foi calculado por Marechal Rondon durante suas expedições pelo estado e é marcado com um monumento, o obelisco da Câmara dos Vereadores.
Mato Grosso é um estado com altitudes modestas, o relevo apresenta grandes superfícies aplainadas, talhadas em rochas sedimentares e abrange três regiões distintas: na porção centro-norte do estado, a dos chapadões sedimentares e planaltos cristalinos (com altitudes entre 400 e 800m), que integram o planalto central brasileiro. A do planalto arenito-basáltico, localizada no sul, simples parcela do planalto meridional. A parte do Pantanal Mato-Grossense, baixada da porção centro-ocidental.
Devido à grande extensão Leste-Oeste, o território brasileiro abrange quatro fusos horários situados a Oeste de Greenwich. O Estado de Mato Grosso abrange o fuso horário quatro negativo (-4). Apresenta, portanto, 4 horas a menos, tendo como referência Londres, o horário GMT.

## Relevo

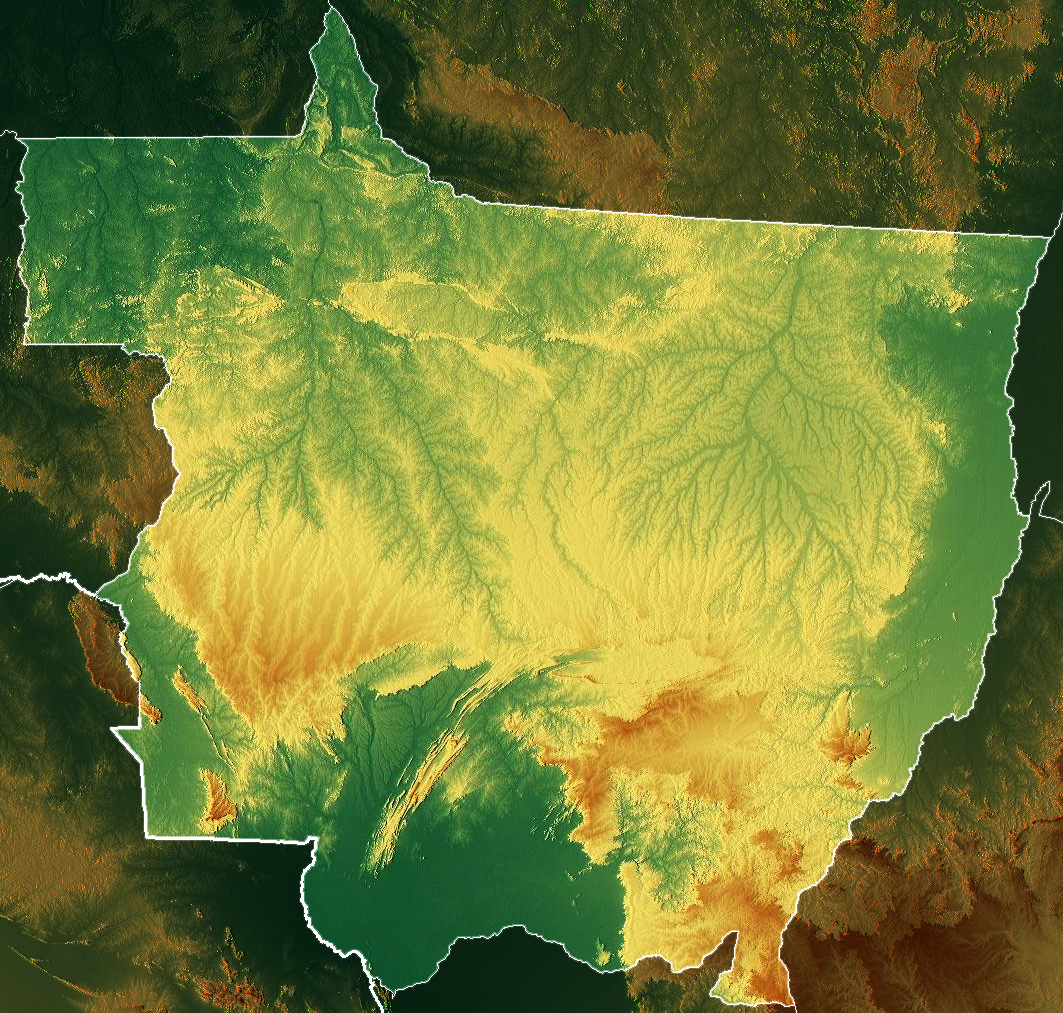
Mapa topográfico de Mato Grosso

Com altitudes modestas, o relevo apresenta grandes superfícies aplainadas, talhadas em rochas sedimentares. Abrange três regiões distintas. Na porção centro-norte do estado, a dos chapadões sedimentares e planaltos cristalinos (com altitudes entre quatrocentos e oitocentos metros), que integram o Planalto Central Brasileiro.
Na região do planalto arenito-basáltico, localizada no sul, simples parcela do planalto meridional. Na parte do Pantanal Mato-Grossense, baixada da porção centro-ocidental. Ao sul do Planalto Brasileiro, situa-se o divisor de águas entre as bacias dos rios Paraguai e Amazonas, constituído em parte pela Chapada dos Parecis. A maior parte da área é drenada pelos rios da Bacia amazônica.
A planície aluvial do médio Araguaia situa-se na região limítrofe entre Mato Grosso e Goiás. Tem natureza semelhante à da planície do Pantanal: ampla, está sujeita a inundações anuais e deposição periódica de aluviões. Pouco depois dela, para oeste, ficam os contrafortes da serra do Roncador.

## Clima

Tipos climáticos em Mato Grosso de acordo com a climatologia de Köppen.

Mato Grosso é um estado de clima predominantemente tropical e monçônico. Sua capital, Cuiabá, é uma das cidades mais quentes do Brasil, com temperatura média que gira em torno de 24°C e não raro bate os 40º. Mas a 60 km, em Chapada dos Guimarães, o clima já muda completamente. É mais ameno, com ventos diurnos e noites frias. Chapada já registrou temperaturas negativas, fato nunca ocorrido em Cuiabá.
O estado de Mato Grosso apresenta-se sensível à variedade climática. Prevalece o clima tropical super-úmido de monção, com elevada temperatura média anual, superior a 24°C e alta pluviosidade (2000 mm anuais); e o tropical de savana, com chuvas de verão e inverno seco, caracterizado por médias de 23°C no planalto. A pluviosidade é alta também nesse clima: excede a média anual de 1500 mm.

## Vegetação
A vegetação do estado faz parte da vegetação da Floresta Amazônica, Cerrado e faixas de transição como o Pantanal, Xingu e Cachimbo. A vegetação amazônica é a maior floresta do mundo cobrindo parte de 8 países, cobrindo também a região norte do estado, chamada também de Amazônia Legal, suas principais características são as árvores grandes e o solo florestal pobre, sobrevivendo do húmus das folhas. A região com vegetação de cerrado é a maior parte do estado, de acordo com a organização Internacional Conservation 58% do cerrado foi substituído pela agricultura com soja e algodão. O complexo do Pantanal é a maior área alagada do mundo e a maior diversidade animal e vegetal na parte sul de Mato Grosso, em 2001 foi reconhecido pela UNESCO como Patrimônio Natural da Humanidade.
Mato Grosso é um estado privilegiado em termos de biodiversidade. É o único do Brasil a ter, sozinho, três dos principais biomas do país: Amazônia, Cerrado e Pantanal.

### Cerrado
Uma vegetação riquíssima com uma biodiversidade gigante, o Cerrado é o principal bioma do Centro-Oeste brasileiro. Já foi retratado nos livros de Guimarães Rosa e outros poetas e é considerada a Savana brasileira. Em Mato Grosso, o cerrado cobre 38,29% de todo o território. Localizado principalmente nas depressões de Alto Paraguai - Guaporé, o sul e o sudeste do planalto dos Parecis e ao sul do paralelo 13º, até os limites de Mato Grosso do Sul.
A riqueza florística do cerrado só é menor do que a das florestas tropicais umidas. A vegetação é composta por gramíneas, arbustos e árvores esparsas. As árvores têm caules retorcidos e raízes longas, que permitem a absorção da água mesmo durante a estação seca do inverno.
No ambiente do Cerrado são conhecidos, até o momento, mais de 1.500 espécies de animais, entre vertebrados (mamíferos, aves, peixes, repteis e anfíbios) e invertebrados (insetos, moluscos, etc). Cerca de 161 das 524 espécies de mamíferos do mundo estão no Cerrado. Apresenta 837 espécies de aves, 150 espécies de anfíbios e 120 espécies de répteis.

### Pantanal
É a maior área alagável do planeta, com uma fauna exuberante e cenários que encantam qualquer visitante. Apesar de ocupar apenas 7,2% do estado, o Pantanal é o bioma mais exaltado quando se fala em Mato Grosso. Considerado pela UNESCO Patrimônio Natural Mundial e Reserva da Biosfera.
A fauna pantaneira é muito rica, provavelmente a mais rica do planeta. Há 650 espécies de aves. Apenas a título de comparação: no Brasil inteiro existem 1.800 aves catalogadas. Talvez a mais espetacular seja a arara-azul-grande, uma espécie ameaçada de extinção. Há ainda tuiuiús (símbolo do Pantanal), tucanos, periquitos, garças-brancas, beija-flores, jaçanãs, emas, seriemas, papagaios, colhereiros, gaviões, carcarás e curicacas.
No Pantanal já foram catalogadas mais de 1.100 espécies de borboletas. Contam-se mais de 80 espécies de mamíferos, sendo os principais a onça-pintada (que atinge 1,2 m de comprimento, 85 cm de altura e pesa até 150 kg), capivara, lobinho, veado-campeiro, lobo-guará, macaco-prego, cervo do pantanal, bugio, porco do mato, tamanduá, anta, bicho-preguiça, ariranha, quati, tatu e outros.
A vegetação pantaneira é um mosaico de cinco regiões distintas: Floresta Amazônica, Cerrado, Caatinga, Mata Atlântica e Chaco (paraguaio, argentino e boliviano). Durante a seca, os campos se tornam amarelados e constantemente a temperatura desce a níveis abaixo de 0 °C, com registro de geadas, influenciada pelos ventos que chegam do sul do continente.

### Amazônia
Existem dois tipos de florestas em Mato Grosso: a Floresta Amazônica e a Floresta Estacional. Elas ocupam cerca de 50% do território mato-grossense. Concentrada no norte do estado, a Amazônia é o que existe de mais complexo em termos de biodiversidade no mundo.
Devido a dificuldade de entrada de luz, pela abundância e grossura das copas, a vegetação rasteira é muito escassa na Amazônia. Os animais também. A maior parte da fauna amazônica é composta de bichos que habitam as copas das árvores. Não existem animais de grande porte no bioma, como no Cerrado. Entre as aves da copa estão os papagaios, tucanos e pica-paus. Entre os mamíferos estão os morcegos, roedores, macacos e marsupiais.
É uma das três grandes florestas tropicais do mundo. O clima na floresta Amazônica é equatorial, quente e úmido, devido à proximidade à Linha do Equador (contínua à Mata Atlântica), com a temperatura variando pouco durante o ano. As chuvas são abundantes, com as médias de precipitação anuais variando de 1500 mm a 1700 mm. O período chuvoso dura seis meses.
O nome Amazônia deriva de "amazonas", mulheres guerreiras da Mitologia grega.

## Hidrografia
Mato Grosso é um dos lugares com maior volume de água doce no mundo. Considerado a caixa-d'água do Brasil por conta dos seus inúmeros rios, aquíferos e nascentes. O planalto dos Parecis, que ocupa toda porção centro-norte do território, é o principal divisor de águas do estado. Ele reparte as águas das três bacias hidrográficas mais importantes do Brasil: Bacia Amazônica, Bacia do Paraguai e Bacia do Tocantins.
Os rios de Mato Grosso estão divididos nessas três grandes bacias hidrográficas que integram o sistema nacional, no entanto, devido à enorme riqueza hídrica do estado, muito rios possuem características específicas e ligações tão estreitas com os locais que atravessam que representam, por si só, uma unidade geográfica, recebendo o nome de sub-bacias.
As principais sub-bacias do estado são: Sub-bacia do Guaporé, Sub-bacia do Aripuanã, Sub-bacia do Juruena-Arinos, Sub-bacia do Teles Pires e Sub-Bacia do Xingu.
Os rios pertencentes a Bacia Amazônica drenam dois terços do território mato-grossense.

## Geologia

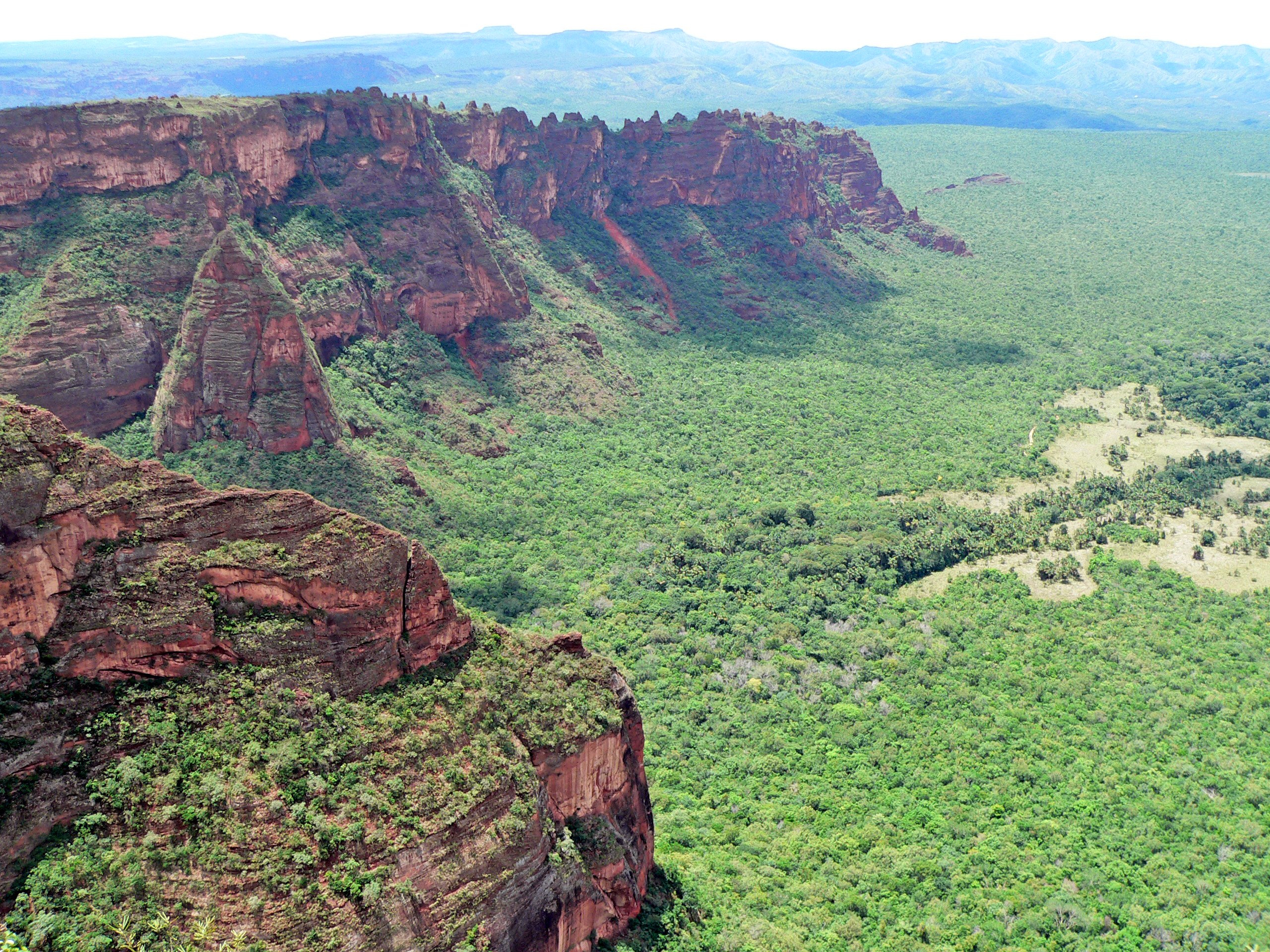
Foto feita na Cidade de Pedra, Chapada dos Guimarães, Mato Grosso.

Na escala geológica o período Pré-cambriano foi a formação da região do Cachimbo e o assentamento da bacia do Araguaia-Tocantins, Xingu, Cuiabá e Alto Paraguai. Na era era paleozoica com a formação da Serra de São Vicente. Na era mesozoica com a formação da bacia do Paraná, incluindo Chapada dos Guimarães e a chapada dos Parecis. Na era cenozoica ocorreram sedimentos na bacia do Pantanal e Ilha do Bananal.
A classificação do relevo segundo Jurandy Ross como os planaltos: Chapada da Bacia do Paraná, Chapada dos Parecis, Residuais Sul-Amazônicos e Serras residuais do Alto Paraguai. Depressões: Marginal Sul-Amazônico, depressão do Araguaia, Depressão Cuiabana e depressão do Alto Paraguai-Guaporé. Planícies: Planície do Rio Araguaia, Planície e Pantanal do Rio Guaporé e Planície e Pantanal Mato-Grossense.

## Demografia
Mato Grosso é um estado de povos diversos, uma mistura de índios, negros, espanhóis e portugueses que se miscigenaram nos primeiros anos do período colonial. Foi essa gente miscigenada que recebeu migrantes vindo de outras partes do país. Hoje, 41% dos moradores do estado nasceram em outras partes do país ou no exterior.
Segundo o último levantamento do Instituto Brasileiro de Geografia e Estatística (IBGE) realizado em 2010, Mato Grosso possui 3.035.122 habitantes, o que representa 1,59% da população brasileira. Vivem na zona urbana 81,9% da população, contra 18,1% da zona rural. O número de homens corresponde a 51,05%, sendo ligeiramente superior ao das mulheres, que representa 48,95%.
Mato Grosso é um estado de proporções gigantescas com diversas regiões inabitadas, o que interfere diretamente na taxa de densidade demográfica, que é de 3,3 habitantes por km². É o segundo mais populoso do Centro-Oeste, ficando atrás apenas de Goiás, que tem quase o dobro de habitantes (6.003.788) e com pouco mais que Mato Grosso do Sul (2.449.341). A taxa de crescimento demográfico de Mato Grosso é de 1,9% ao ano.